# Rijksweg 77
La Rijksweg 77 (o A77) olandese parte da Boxmeer, fino ad arrivare al confine con la Germania, al congiungimento con la Bundesautobahn 57. L'autostrada è lunga 10 km.

## Percorso
|      |                                               |        |                |  |  |
| Tipo | Indicazione                                   | Uscita | Strada europea |  |  |
|      | Barriera Rijkevoort                           |        |                |  |  |
|      | Boxmeer                                       | 1      |                |  |  |
|      | Gennep                                        | 2      |                |  |  |
|      | Bundesautobahn 57 Confine di Stato - Germania |        |                |  |  |